# Oleksandr Bortnyk
Oleksandr Bortnyk (in ucraino Олександр Бортник?; 18 ottobre 1996) è uno scacchista ucraino.
Ha ottenuto il titolo di Maestro Internazionale in febbraio 2012, all'età di 15 anni. 
Nel febbraio del 2014 ha partecipato al "David Bronstein Memorial" di Minsk, classificandosi 43º su 140 partecipanti, tra cui oltre 80 GM.
È molto forte nel gioco lampo. Nel maggio del 2014 si è classificato secondo, mezzo punto dietro Illja Nyžnyk, nel torneo lampo Memorial Anatoly Olkhovsky di Vinnycja (86 partecipanti), con 19,5/24.
Nell'ottobre del 2014 ha vinto il Campionato del mondo under-18 di Durban con 9,5 su 11, mezzo punto davanti al favorito del torneo, l'indiano Vaibhav Suri.
Nel torneo blitz U18 abbinato ai campionati del mondo giovanili 2014 di Durban si è classificato pari primo con il GM azero Nicat Abbasov, con 6/7.
È uno studente della Università nazionale navale ammiraglio Makarov di Mykolaïv, specializzata in ingegneria navale.  
Il suo rating FIDE di maggio 2022 è di 2.604 punti Elo.